# Fred Onyancha
Fred Onyancha (Kenia, 25 de diciembre de 1969) es un atleta keniano retirado, especializado en la prueba de 800 m en la que llegó a ser medallista de bronce olímpico en 1996.

## Carrera deportiva
En los JJ. OO. de Atlanta 1996 ganó la medalla de bronce en los 800 metros, con un tiempo de 1:42.79 segundos, llegando a la meta tras el noruego Vebjørn Rodal y el Hezekiél Sepeng.